# Košarka na Poletnih olimpijskih igrah 2000
Košarka na Poletnih olimpijskih igrah 2000. Tekmovanje je potekalo za moške in ženske reprezentance.

## Dobitniki medalj
| Kategorija | Zlato | Srebro | Bron |
| Moški      | ZDAShareef Abdur-Rahim Ray Allen Vin Baker Vince Carter Kevin Garnett Tim Hardaway Allan Houston Jason Kidd Antonio McDyess Alonzo Mourning Gary Payton Steve Smith                                              | FrancijaJim Bilba Yann Bonato Makan Dioumassi Laurent Foirest Thierry Gadou Cyril Julian Crawford Palmer Antoine Rigaudeau Stéphane Risacher Laurent Sciarra Mustapha Sonko Frédéric Weis                   | LitvaDainius Adomaitis Gintaras Einikis Andrius Giedraitis Šarūnas Jasikevičius Kęstutis Marčiulionis Tomas Masiulis Darius Maskoliūnas Ramūnas Šiškauskas Darius Songaila Saulius Štombergas Mindaugas Timinskas Eurelijus Žukauskas |
| Ženske     | ZDARuthie Bolton-Holifield · Teresa Edwards · Yolanda Griffith · Chamique Holdsclaw · Lisa Leslie · Nikki McCray · DeLisha Milton · Katie Smith · Dawn Staley · Sheryl Swoopes · Natalie Williams · Kara Wolters | AvstralijaCarla Boyd · Sandra Brondello · Trisha Fallon · Michelle Griffiths · Kristi Harrower · Jo Hill · Lauren Jackson · Annie la Fleur · Shelley Sandie · Rachael Sporn · Michele Timms · Jenny Whittle | BrazilijaJaneth Arcain · Ilisaine David · Lilian Gonçalves · Helen Luz · Silvinha · Claudia Neves · Alessandra Oliveira · Adriana Pinto · Adriana Santos · Cintia Santos · Kelly Santos · Marta Sobral                                |

## Medalje po državah
| Poz | Država     | Zlato | Srebro | Bron | Skupaj |
| 1   | ZDA        | 2     | 0      | 0    | 2      |
| 2   | Francija   | 0     | 1      | 0    | 1      |
| 2   | Avstralija | 0     | 1      | 0    | 1      |
| 3   | Litva      | 0     | 0      | 1    | 1      |
| 3   | Brazilija  | 0     | 0      | 1    | 1      |